# Vikbolandets landsfiskalsdistrikt
Vikbolandets landsfiskalsdistrikt var 1918–1955 ett landsfiskalsdistrikt i Östergötlands län, bildat när Sveriges indelning i landsfiskalsdistrikt trädde i kraft den 1 januari 1918, enligt beslut den 7 september 1917. Den 1 januari 1956 (enligt beslut den 30 december 1955) upplöstes distriktet och förenades med Kolmårdens landsfiskalsdistrikt, och bildade ett nytt distrikt, benämnt Bråbygdens landsfiskalsdistrikt.
Landsfiskalsdistriktet låg under länsstyrelsen i Östergötlands län.

## Ingående områden
När Sveriges nya indelning i landsfiskalsdistrikt trädde i kraft den 1 oktober 1941 (enligt kungörelsen den 28 juni 1941) överfördes Kvarsebo landskommun till Bråbo landsfiskalsdistrikt. När Sveriges nya indelning i landsfiskalsdistrikt trädde i kraft den 1 januari 1952 (enligt kungörelsen 1 juni 1951) ändrades distriktets omfattning.

### Från 1918
Björkekinds härad:
- Konungsunds landskommun
- Kuddby landskommun
- Rönö landskommun
- Tåby landskommun
- Å landskommun
- Östra Ny landskommun

Östkinds härad:
- Häradshammars landskommun
- Jonsbergs landskommun
- Kvarsebo landskommun
- Östra Husby landskommun
- Östra Stenby landskommun

### Från 1 oktober 1941
Björkekinds härad:
- Konungsunds landskommun
- Kuddby landskommun
- Rönö landskommun
- Tåby landskommun
- Å landskommun
- Östra Ny landskommun

Östkinds härad:
- Häradshammars landskommun
- Jonsbergs landskommun
- Östra Husby landskommun
- Östra Stenby landskommun

### Från 1 januari 1952
- Västra Vikbolandets landskommun
- Östra Vikbolandets landskommun